# Mohammed Timoumi
Mohammed Timoumi (arabisch محمد التيمومي, DMG Muḥammad at-Tīmūmī; * 15. Januar 1960 in Rabat) ist ein ehemaliger marokkanischer Fußballspieler.

## Werdegang

### Vereinskarriere
Auf der Vereinsebene spielte Timmouni zunächst bei Union de Touarga, später gewann Timmouni die afrikanische Champions League mit FAR Rabat, dem größten marokkanischen Fußballklub seiner Zeit. Später spielte er auch beim KSC Lokeren und bei Real Murcia, wo er jedoch eher nur Misserfolge zu verzeichnen hatte – aus diesem Grund beendete er seine Karriere frühzeitig.

### Nationalmannschaft
Timoumi gab sein Debüt in der marokkanischen Fußballnationalmannschaft am 22. Juni 1982 im Rahmen der Qualifikation für die Fußball-Weltmeisterschaft 1986 gegen den Senegal, welches seine Mannschaft mit 0:1 gewann. 1984 gehörte er zum Kader bei den Olympischen Sommerspielen in Los Angeles. Marokko scheiterte dabei in der Vorrunde, nachdem nur das Spiel gegen Saudi-Arabien gewonnen werden konnte. Am Ende wurde man gemeinsam mit Norwegen, Kamerun und den Vereinigten Staaten als Neunter gewertet. 1985 wurde Timoumi zu Afrikas Fußballer des Jahres gewählt, ein Jahr darauf nahm er schließlich an der Fußball-Weltmeisterschaft 1986 in Mexiko teil, wo er als „die Seele des marokkanischen Spiels“ brillierte und mit seiner Mannschaft das Achtelfinale erreichte. Dort scheiterte das Team an der deutschen Mannschaft.
Trotz seinen großen Erfolgen glauben viele Experten, dass Timoumi, auch aufgrund einiger schwerer Verletzungen, sein Potenzial nie voll ausgeschöpft habe; dennoch wird er allgemein als größter marokkanischer Fußballer seit Larbi Ben Barek betrachtet. 2006 wurde er durch die die CAF zu den besten 200 Spielern der letzten 50 Jahre gewählt.